# La ciudad de muros y secretos
La Ciudad de Muros y Secretos es el trigésimo cuarto episodio de la serie animada de televisión Avatar: la leyenda de Aang y el décimo cuarto capítulo de la segunda temporada.

## Sinopsis
Aang, Katara, Sokka y Toph llegan a Ba Sing Se, y Joo Dee (una muchacha que siempre sonríe y que no tiene mente propia por lo visto; según Toph está influenciada) los saluda y les muestra la ciudad. Jet ve que Iroh y a Zuko que consiguieron un trabajo y el planea entregarlos a las autoridades. Joo Dee les explica su división socioeconómica y Aang comprende porque los monjes nunca lo llevaron a Ba Sing Se; ella les anuncia que no hablaran con el rey dentro de un mes o sino de 6 a 8 semanas y por supuesto, Sokka se molesta. Por que tienen información muy importante de la Nación del Fuego
Joo Dee les da una casa y Sokka exige hablar con el rey, Sokka empieza a sospechar de Joo Dee porque ella les dice a todas las personas que no hablen sobre lo que ellos les preguntan; a Katara se le ocurre una manera para llegar al rey en una fiesta, ella se pelea con Toph. Estas se disfrazan de alta sociedad y van a la fiesta para poder hablar con el rey. Los amigos de Jet le dicen que está obsesionado y este les recuerda lo que les hizo la nación del fuego, y Jet entra desesperados diciéndoles a los clientes del puesto de té donde se encuentran trabajando Zuko y Iroh que ellos son maestros fuego y ellos se quedan anonadados, porque les dice que si no lo ayudan lo haría por sí solo.
Jet y Zuko pelean y unos soldados le dicen a jet :"ven con nosotros" y jet ataca a uno de los guardias con su espada el soldado bloquea y lo arrestan . Katara y Toph intentan entrar pero los guardias se niegan a dejarlas pasar sin una invitación, y pidiendo ayuda a un señor (Long Feng), consiguen entrar a la fiesta; ellas le agradecen al señor por su amabilidad, y le dicen que ellas pueden hallar a su familia ahora, pero Long Feng les dice que qué clase de anfitrión sería si no las ayudará a encontrar a sus familiares.
Mientras tanto, Aang y Sokka se las ingenian para poder entrar a la fiesta, logrando entrar como sirvientes. Ya adentro, se encuentran con Katara y Toph. Sin querer, Aang se da a conocer como el avatar, pero por eso consiguen meterse en problemas. Long Feng les explica que no podrán ver al rey, ya que si se llegará a enterar el pueblo de que hay una guerra, Ba Sing Se dejaría de ser una utopía, y el orden se alteraría. Al mismo tiempo se ve cómo unos guardias, que habían atrapado a Jet, le estaban "borrando" la memoria, para que creyera que no había ninguna guerra, que no había ningún Maestro Fuego en la ciudad. De Regreso con Aang, Long Feng les advierte que si dicen alguna sola palabra sobre la guerra, hará que los expulsen de la ciudad, y que sería una lastima si pasará eso, ya que no podrían seguir buscando a Appa. Aang se queda perplejo al escuchar esta noticia y llega una nueva Joo Dee reemplazando a la verdadera.
- Datos: Q5486853